# Takashi Okuhara
Takashi Okuhara (奥原 崇 Okuhara Takashi?), född 31 juli 1972 i Tokyo prefektur, är en japansk före detta fotbollsspelare.
Okuhara började sin karriär 1995 i Tokyo Gas (FC Tokyo). Han avslutade karriären 1999.